# Het Hert (Brouwershaven)
De molen Het Hert was een standerdmolen uit 1850 even ten zuiden van Brouwershaven in de Nederlandse provincie Zeeland. Ze deed dienst als korenmolen.
De molen was oorspronkelijk afkomstig uit Ouddorp, als voorganger van molen De Zwaan, maar werd in 1850 naar Brouwershaven overgebracht. De naam van de molen was te danken aan de windwijzer op het dak, die de vorm van een hert had. De molen woei om bij de storm van 28 december 1945 en is niet meer opgebouwd.